# Varistor
Varistor hay VDR là một linh kiện điện tử có điện trở thay đổi theo điện áp rơi trên nó. Đó là điện trở phi tuyến, phi ohmic, và thông thường thì điện trở giảm theo điện áp rơi.

## Nguyên lý hoạt động

Đặc trưng A-V của Varistor loại zinc oxide (ZnO) và silicon carbide (SiC)